# Křekovice (Šebířov)
Křekovice (německy Krekowitz) jsou malá vesnice, část obce Šebířov v okrese Tábor v Jihočeském kraji. Nachází se asi tři kilometry severozápadně od Šebířova. Křekovice leží v katastrálním území Křekovice u Vyšetic o rozloze 6,89 km². V katastrálním území Křekovice u Vyšetic leží i Křekovická Lhota, Lhýšov a Vosná.

## Historie
První písemná zmínka o vesnici pochází z roku 1318.

## Obyvatelstvo
| Rok            | 1869 | 1880 | 1890 | 1900 | 1910 | 1921 | 1930 | 1950 | 1961 | 1970 | 1980 | 1991 | 2001 | 2011 | 2021 |
| -------------- | ---- | ---- | ---- | ---- | ---- | ---- | ---- | ---- | ---- | ---- | ---- | ---- | ---- | ---- | ---- |
| Počet obyvatel | 104  | 113  | 117  | 113  | 99   | 98   | 94   | 72   | 53   | 42   | 29   | 18   | 13   | 9    | 4    |
| Počet domů     | 17   | 19   | 19   | 19   | 17   | 16   | 17   | 16   | 41   | 13   | 12   | 14   | 15   | 16   | 5    |

## Obecní správa
Při sčítání lidu v letech 1850–1960 Křekovice byly osadou obce Vyšetice, se kterým patřily nejprve do okresu Tábor, ale v roce 1950 v okrese Votice. V letech 1961–1971 byly samostatnou obcí v okrese Tábor. Od 26. listopadu 1971 do 30. června 1974 byly znovu částí obce Vyšetice v okrese Tábor, kdy se konaly obecní volby. Od 1. července 1974 jsou částí obce Šebířov v okrese Tábor. V letech 1961–1971 k obci patřily Křekovická Lhota, Lhýšov a Vosná.